# Enguterothrix
Enguterothrix Denis, 1962 è un genere di ragni appartenente alla famiglia Linyphiidae.

## Distribuzione
Le tre specie oggi attribuite a questo genere sono state reperite in Africa centrale: due nel Congo, e la E. fuscipalpis è un endemismo dell'Uganda.

## Tassonomia
A dicembre 2011, si compone di tre specie:
- Enguterothrix crinipes Denis, 1962[3] — Congo
- Enguterothrix fuscipalpis Denis, 1962 — Uganda
- Enguterothrix tenuipalpis Holm, 1968 — Congo